# Борисово (Боровский район)
Борисово  — деревня в Боровском районе Калужской области. Входит в состав сельского поселения «Деревня Асеньевское».

## География
Рядом Дылдино, Водрино, Семичево и  Межура.
Вокруг несколько известняковых карьеров.

## Население
| 2002 | 2010 |
| ---- | ---- |
| 341  | ↘338 |

## История
В 1872-м году деревня Борисово села Марьино Экономической коллегии, ранее Чудова монастыря с выделенной церковной землей Боровского уезда Калужского наместничества, на берегах речки Межухи (сейчас Межихи).